# فاليري روجديستفينسكي
فاليري روجديستفينسكي (بالإنجليزية: Valery Rozhdestvensky)‏ (و. 1939 – 2011 م) هو بحّار، ورائد فضاء، ومهندس من الاتحاد السوفيتي . ولد في سانت بطرسبرغ.
وهو عضو في الحزب الشيوعي السوفيتي (منذ 1961) .
توفي في مدينة النجوم .

## ريادة الفضاء
شارك في المهمات الفضائية:
- Soyuz 23.

## التعليم
تعلم في Naval Engineering High School (10 يوليو 1956–12 أكتوبر 1961)

## جوائز
حصل على جوائز منها:
- Medal "For Merit in Space Exploration" (12 أبريل 2011)
- Order for Service to the Homeland in the Armed Forces of the USSR (8 فبراير 1982)
- بطل الاتحاد السوفيتي (5 نوفمبر 1976)
- وسام لينين (5 نوفمبر 1976)
- Pilot-Cosmonaut of the USSR
- وسام خدمة الوطن في القوات المسلحة للاتحاد السوفيتي من الدرجة الثالثة.